# Nagroda im. Andrzeja Nardellego
Nagroda im. Andrzeja Nardellego – nagroda za najlepszy debiut aktorski-teatralny przyznawana przez Sekcję Krytyków Teatralnych Związku Artystów Scen Polskich. Patronem nagrody jest polski aktor i piosenkarz Andrzej Nardelli.
Nagroda przyznawana jest od 1999.

## Laureaci
- 1999: Barbara Kałużna[1]
- 2000: Paulina Kinaszewska[2]
- 2001: Anna Sarna[3]
- 2002: Anna Piróg[4]
- 2003: Kamila Wojciechowicz[5]
- 2004 i 2005: nie przyznano
- 2006: Marcin Hycnar[6]
- 2007: Patrycja Soliman[7] i Marieta Żukowska[8]
- 2008: Alicja Dąbrowska[9]
- 2009: Mikołaj Roznerski i Jakub Firewicz[10]
- 2010: Tomasz Schuchardt[11]
- 2011: Gabriela Oberbek[12]
- 2012: Bartłomiej Błaszczyński
- 2013: Matylda Baczyńska, Emilia Nagórka-Łakomik, Julia Rybakowska, Agnieszka Skrzypczak[13]
- 2014: Karolina Kamińska, Julia Konarska, Julia Sobiesiak, Bartosz Gelner[14]
- 2015: Magdalena Koleśnik[15]
- 2016: Ewa Jakubowicz[16]
- 2017: Julia Łukowiak[17]
- 2018: Agnieszka Michalik[18]
- 2019: Jakub Gola[19][20]
- 2021: Klara Williams[21]
- 2022: Julia Szczepańska[22]
- 2023: Karolina Kowalska[23]
- 2024: Kamil Owczarek[24]